# Hypena albonotata
Hypena albonotata là một loài bướm đêm trong họ Erebidae.